# Italia 2
Italia 2 ist ein privater italienischer Fernsehsender der Sendergruppe MFE – MediaForEurope. Italia 2 richtet sich an männliche Zuschauer zwischen 15 und 34 Jahren, da La5 nur für weibliche Zuschauer gedacht ist. Der Sender ging am 4. Juli 2011 um 22 Uhr mit dem Film Dragonball Evolution als Ergänzung zu Italia 1 auf Sendung. Die Spots waren schon seit dem 1. Juli auf Italia 1 gezeigt worden. Manche Programme, etwa Animes wie One Piece, Detektiv Conan und Naruto Shippuden, wurden auf Italia 2 verschoben.
Italia 2 wird über Tivù Sat (Programmnummer 35) digital ausgestrahlt. Der Slogan von Italia 2 lautet: „Born to Be 2“.
Zum 3. Oktober 2011 wurde das Programm komplett umgestellt. So hat Italia 2 seine Programme in Zonen eingeteilt. Insgesamt sind es zehn Zonen, von denen jeder eine Farbe bekommen hat: 
     Smile Zone (13:00 – 13:55): mit All Stars, Camera Cafè, Don Luca c'è, La strana coppia, Medici miei, Ale e Franz Sketch Show, SMS - Squadra Molto Speciale
     Crime Zone (13:55 – 14:45): mit Prison Break
     X Zone (14.45 - 15.35): mit Surface Mistero dagli abissi
     Power Zone (15:35 – 16:20): mit Kyle XY
     Fantasy Zone (16.20 - 17.15): mit Xena - Principessa guerriera
     Music Zone (17.15 - 18.10): mit Mp2 music plays on 2
     Sport Zone (18:10 – 19:15): mit MotoGP
     TV Show Zone (19:15 – 20:15): mit Colorado
     Wild Zone (20:15 – 21:15): mit Untamed & Uncut
     Cartoon Zone (21:15 – 22:00): mit American Dad und I Griffin